# Selezione stabilizzante

I tre modelli di selezione naturale che portano a un cambiamento nella frequenza allelica. In rosso è indicata la popolazione prima dell'intervento della selezione, in blu la popolazione d'arrivo

La selezione stabilizzante è un tipo di selezione naturale che favorisce all'interno di una popolazione i caratteri intermedi a discapito di entrambi i caratteri estremi. È l'opposto della selezione diversificante. La selezione stabilizzante agisce su popolazioni già adattate all'ambiente, e tende a contrastare una maggiore diversificazione nel pool genico.